# Pierre-De Saurel
Pierre-De Saurel (AFI: [piɛʀdəsɔʀɛl]), antes conocido como Bas-Richelieu, es un municipio regional de condado (MRC) de la provincia de Quebec en Canadá. Está ubicado en la región de Montérégie-Est en Montérégie. La sede y ciudad más grande del MRC es Sorel-Tracy.

## Geografía

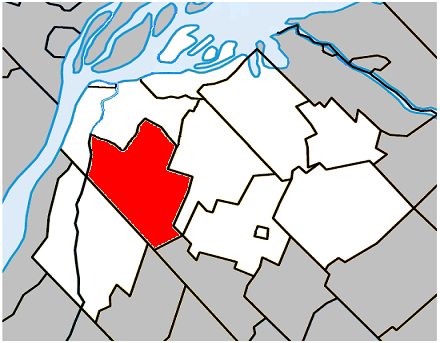
Localización del MRC de Pierre-De Saurel, en rojo Sainte-Victoire-de-Sorel

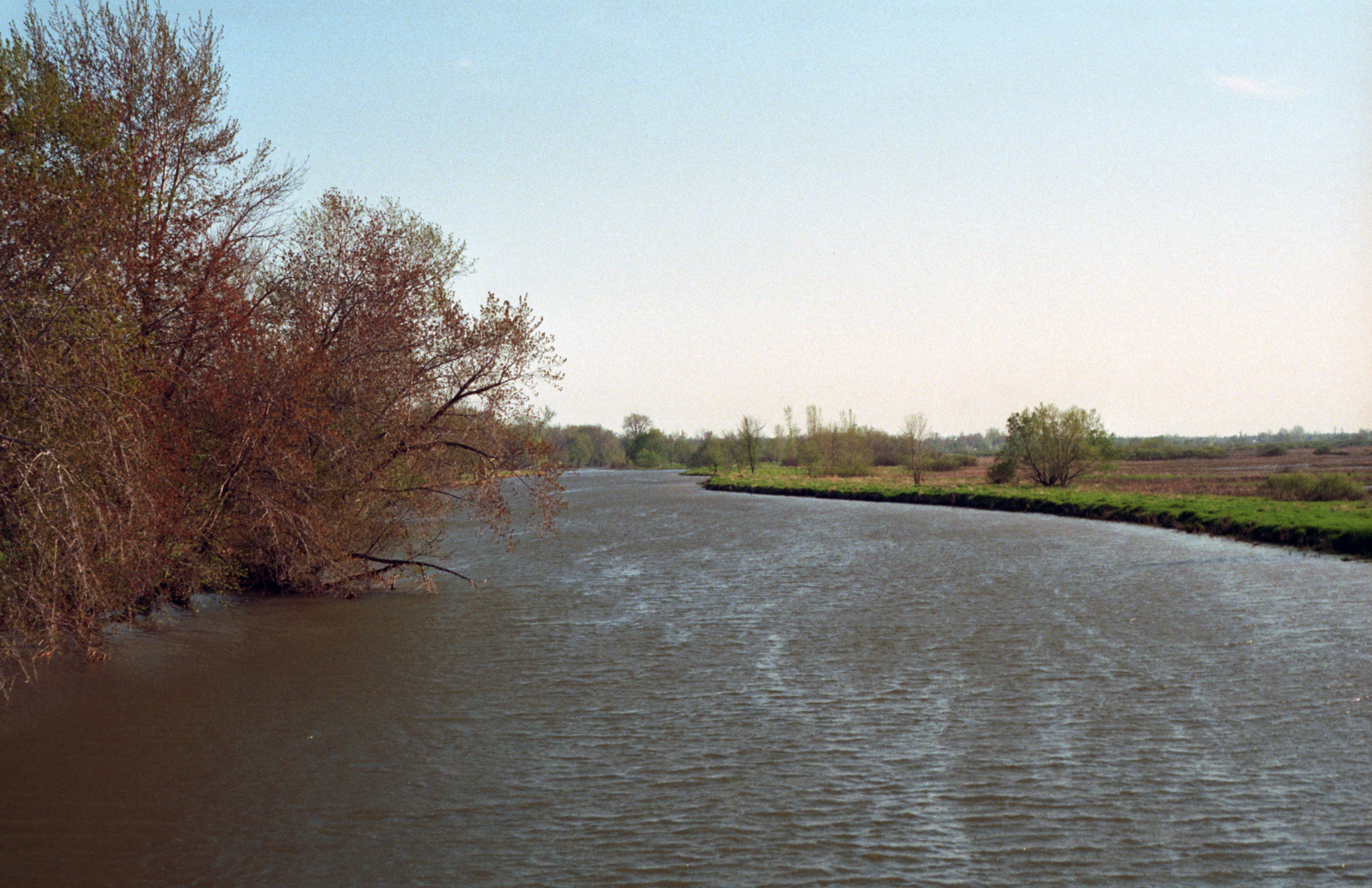
Chenal du Moine en Sainte-Anne-de-Sorel

El MRC de Pierre-De Saurel está localizado a la confluencia del río Richelieu con el San Lorenzo. El MRC se encuentra entre el río San Lorenzo al oeste, el lago Saint-Pierre al norte, los MRC de Nicolet-Yamaska al noreste, de Drummond al este, Les Maskoutains y de La Vallée-du-Richelieu al sur, y de Marguerite-D’Youville al suroeste.

## Historia

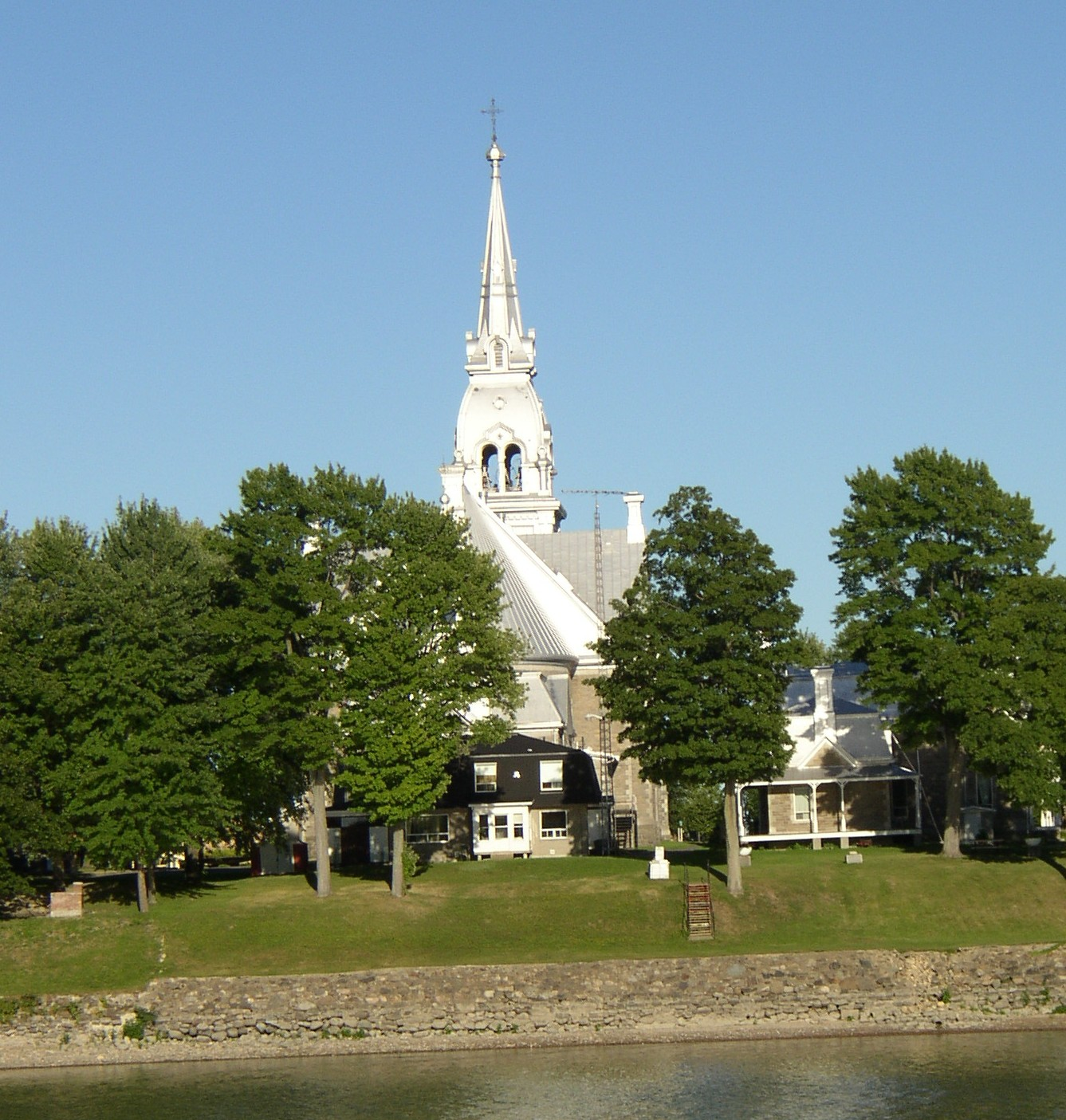
Iglesia de Saint-Ours

El MRC de Pierre-De-Saurel, entonces llamado Bas-Richelieu (que significa Bajo Richelieu), fue creado el 9 de noviembre de 1981 para suceder al antiguos condados de Richelieu y de Yamaska. El topónimo del MRC, adoptado en 2008, honora Pierre de Saurel, capitán del Regimiento de Carignan-Salières y señor de Sorel.

## Política
El MRC forma parte de la circunscripción electoral de Richelieu a nivel provincial y de Richelieu a nivel federal también.

## Demografía
Según el Censo de Canadá de 2011, había 50 900 personas residiendo en este MRC con una densidad de población de 85,1 hab./km². El aumento de población fue de 1,9 % entre 2006 y 2011.
Evolución de la población total, 1991-2015

## Comunidades locales
Hay 12 municipios en el MRC de Pierre-De Saurel.
| Código | Nombre                   | Tipo      | Fecha de constitución | Área total (km²) | Área agua (km²) | Área tierra (km²) | Población 2015 | Gentilicio (en francés) | Densidad (hab./km²) | DT  | Número de concejales | CEP       | CEF       |
| ------ | ------------------------ | --------- | --------------------- | ---------------- | --------------- | ----------------- | -------------- | ----------------------- | ------------------- | --- | -------------------- | --------- | --------- |
| 53005  | Saint-David              | Municipio | 01.07.1855            | 92,68            | 0,23            | 92,45             | 848            | Davidien, ne*           | 9,2                 | S   | 6                    | Richelieu | Richelieu |
| 53010  | Massueville              | Pueblo    | 25.03.1903            | 1,30             | 0,07            | 1,23              | 514            | Massuevillois, e*       | 417,9               | S   | 6                    | Richelieu | Richelieu |
| 53015  | Saint-Aimé               | Municipio | 01.07.1855            | 62,41            | 1,13            | 61,28             | 505            | -                       | 8,2                 | S   | 6                    | Richelieu | Richelieu |
| 53020  | Saint-Robert             | Municipio | 17.10.1857            | 64,57            | 0,03            | 64,54             | 1818           | Robertois, e*           | 28,2                | S   | 6                    | Richelieu | Richelieu |
| 53025  | Sainte-Victoire-de-Sorel | Municipio | 01.07.1855            | 76,29            | 0,65            | 75,64             | 2497           | Victoirien, ne*         | 33,0                | S   | 6                    | Richelieu | Richelieu |
| 53032  | Saint-Ours               | Ciudad    | 17.04.1991            | 60,96            | 1,89            | 59,07             | 1684           | Saint-Oursois, e⁰       | 28,5                | S   | 6                    | Richelieu | Richelieu |
| 53040  | Saint-Roch-de-Richelieu  | Municipio | 04.06.1859            | 36,70            | 2,04            | 34,66             | 2192           | Rochois, e⁰             | 63,2                | S   | 6                    | Richelieu | Richelieu |
| 53050  | Saint-Joseph-de-Sorel    | Ciudad    | 01.05.1907            | 3,28             | 1,88            | 1,37              | 1594           | Saint-Josephois, e*     | 1163,5              | D   | 6                    | Richelieu | Richelieu |
| 53052  | Sorel-Tracy              | Ciudad    | 15.03.2000            | 66,64            | 9,40            | 57,24             | 34 967         | -                       | 610,9               | D   | 8                    | Richelieu | Richelieu |
| 53065  | Sainte-Anne-de-Sorel     | Municipio | 14.05.1877            | 58,96            | 22,76           | 36,20             | 2715           | Sainte-Annois, e*       | 75,0                | D   | 6                    | Richelieu | Richelieu |
| 53072  | Yamaska                  | Municipio | 19.12.2001            | 76,69            | 4,01            | 72,68             | 1555           | Maskoutain, e*          | 21,4                | S   | 6                    | Richelieu | Richelieu |
| 53085  | Saint-Gérard-Majella     | Parroquia | 18.02.1907            | 38,19            | 0,00            | 38,19             | 267            | -                       | 7,0                 | S   | 6                    | Richelieu | Richelieu |
| 530    | Pierre-De Saurel         | MRC       | 01.01.1982            | 638,64           | 44,09           | 594,55            | 51 156         | .                       | 86,1                | ... | ...                  | Richelieu | Richelieu |

DT división territorial, D distritos, S sin división; CEP circunscripción electoral provincial, CEF circunscripción electoral federal; * Oficial, ⁰ No oficial